# Нацугумо (эсминец, 1938)
«Нацугумо» (яп. — 夏雲) — японский эскадренный миноносец времён Второй мировой войны, пятый типа Асасио. Название в переводе с японского на русский означает «Летние белые облака».

Заложен 1 июля 1936 года на верфи Sasebo КК в Сасебо. Спущен 26 мая 1937 года, вошёл в строй 10 февраля 1938 года.

## Конструкция
Производство эсминцев данного проекта, так называемых «крейсерского» типа, было заказано в 1934 году. Они проектировались и строились после выхода Японии из договоров о ограничениях морских вооружений. За основу был взят проект эскадренных миноносцев типа «Сирацую» что давало остойчивость и прочность корпуса. Скорость и экономичность плавания должны были обеспечить два турбозубчатых агрегата, аналогичным как на типе «Фубуки», с общей мощностью в 50 тысяч л. с.. Увеличенные топливные цистерны позволили достичь дальность плавания в 10500 километров.

Огневую мощь обеспечивали:
- Три спаренные артиллерийские установки 127-мм/50 типа C, расположенных по линейно-возвышенной схеме (вторая АУ располагалась над кормовой надстройкой).
- Два спаренных зенитных автомата Тип 96, располагавшихся по бокам от второй трубы.
- Два счетверённых 610-мм торпедных аппарата Тип 92, с шестнадцать торпед торпедами Тип 93.

## История
Участвовал в захвате Филиппин, в операции против острова Мидуэй и в боях у Гуадалканала. 12 октября 1942 года у острова Саво потоплен самолётами Морской Пехоты SBD Dauntless при спасении людей с крейсера «Furutaka» и эсминца «Fubuki», потопленных в бою у мыса Эсперанс. Затонул в точке 09°10′ ю. ш. 159°40′ в. д..

## Гибель
Бой у мыса Эсперанс имел продолжение: ночью, командир транспортной группы контр-адмирал Дзоодзима отправил для помощи повреждённым кораблям и спасения команд два отряда из эсминцев, в том числе отряд из эсминцев «Асагумо» и «Нацугумо» на помощь крейсеру «Кунугаса». Американцы, с помощью самолётов, базировавшихся на аэродроме Гендерсона, обнаружили как крейсер «Кунугаса», так и эти отряды и последовательно атаковали их. «Асагумо» и «Нацугумо» были атакованы последними уже после полудня, когда пытались помочь первому отряду (эсминцы «Сираюки» и «Муракумо» атакованному ранее. Группа самолётов состояла из 11 SBD и одного TBF, эскортируемых 12 истребителями: 4 P-39 и 8 F4F. Летчикам показалось, что они обнаружили группу кораблей, состоящую из повреждённого тяжёлого крейсера, лёгкого крейсера и 2-х эсминцев, хотя в действительности это были эсминцы: повреждённый торпедами в борт «Муракумо», «Сираюки», «Асагумо» и «Нацугумо». Американцы начали атаку в 15:45 и «Нацугумо» сильно повредили близкие разрывы бомб. После того, как «Асагумо» принял экипаж эсминца, «Нацугумо» перевернулся и затонул в 16:27. Поскольку спасти «Муракумо» тоже было невозможно, «Сираюки» утопил его торпедой, таким образом в этом инциденте было потеряно два японских эсминца.